# Невядома, Катажина
Катажина (Кася) Невядома (пол. Katarzyna Niewiadoma, род. 29 сентября 1994, Лиманова, Польша) — польская профессиональная шоссейная велогонщица.

## Карьера
С 2014 по 2017 год выступала за команду Liv Racing TeqFind. В 2015 году на Первых Европейских играх выиграла серебряную медаль.

## Достижения
2012
2-я на Чемпионат Польши — индивидуальная гонка U19
2013
4-я на Чемпионат Польши — групповая гонка
4-я на Чемпионат Польши — индивидуальная гонка
5-я на Чемпионат Европы — групповая гонка U19
Холланд Ледис Тур
10-я в генеральной классификации
1-я в молодёжной классификации
2014
GP Gippingen
3-я на Чемпионат Польши — индивидуальная гонка
Женский Тур Норвегии
3-я в генеральной классификации
1-я в горной классификации
1-я в молодёжной классификации
8-я на Чемпионат Польши — групповая гонка
2015
1-я на Эмакумин Бира
2-я  на Европейские игры — групповая гонка
2-я на Durango-Durango Emakumeen Saria
3-я на Холланд Хилс Классик
5-я на Флеш Валонь
2024
1-я в генеральной классификации Тур де Франс
1-я на Флеш Валонь

### Статистика выступления наГранд-турах
| Гонка / Год          | 2014           | 2015           | 2016           | 2017           | 2018           | 2019           | 2020           | 2021           | 2022 | 2023 | 2024 |
| -------------------- | -------------- | -------------- | -------------- | -------------- | -------------- | -------------- | -------------- | -------------- | ---- | ---- | ---- |
| Джиро д’Италия Донне | 11             | 5              | 7              | 6              | 7              | 5              | 2              | —              | —    | —    | —    |
| Тур де Франс Фамм    | не проводилась | не проводилась | не проводилась | не проводилась | не проводилась | не проводилась | не проводилась | не проводилась | 3    | 3    | 1    |
| Ла Вуэльта Фамм      | не проводилась | не проводилась | не проводилась | не проводилась | не проводилась | не проводилась | —              | 6              | 10   | 10   | НФ   |

| —  | Не участвовала  |
| НФ | Не финишировала |

## Рейтинги
| Год                 | 2013  | 2014 | 2015 | 2016 | 2017 | 2018 | 2019 | 2020 | 2021 | 2022 | 2023 | 2024 |
| ------------------- | ----- | ---- | ---- | ---- | ---- | ---- | ---- | ---- | ---- | ---- | ---- | ---- |
| Мировой рейтинг UCI | 106-й | 35-й | 12-й | 7-й  | 5-й  | 9-й  | 7-й  | 11-й | 7-й  | 13-й | 6-й  | 7-й  |
| Мировой тур UCI     |       |      |      | 11-й | 3-й  | 8-й  | 4-й  | 13-й | 7-й  | 11-й | 5-й  | 6-й  |
|                     |       |      |      |      |      |      |      |      |      |      |      |      |
| Источник: UCI       |       |      |      |      |      |      |      |      |      |      |      |      |